# Деановичі
Деановичі (хорв. Deanovići) — населений пункт у Хорватії, у Сисацько-Мославинській жупанії у складі міста Петриня.

## Населення
Населення за даними перепису 2011 року становило 28 осіб.
Динаміка чисельності населення поселення:

## Клімат
Середня річна температура становить 10,59 °C, середня максимальна – 24,44 °C, а середня мінімальна – -5,62 °C. Середня річна кількість опадів – 1018 мм.
| Клімат поселення                              | Клімат поселення | Клімат поселення | Клімат поселення | Клімат поселення | Клімат поселення | Клімат поселення | Клімат поселення | Клімат поселення | Клімат поселення | Клімат поселення | Клімат поселення | Клімат поселення | Клімат поселення |
| Показник                                      | Січ.             | Лют.             | Бер.             | Квіт.            | Трав.            | Черв.            | Лип.             | Серп.            | Вер.             | Жовт.            | Лист.            | Груд.            |                  |
| Середній максимум, °C                         | 6,63             | 8,24             | 12,51            | 16,82            | 21,28            | 24,44            | 23,58            | 23,04            | 19,49            | 14,71            | 9,26             | 4,94             |                  |
| Середня температура, °C                       | 0,52             | 2,13             | 6,39             | 10,70            | 15,18            | 18,31            | 20,07            | 19,55            | 15,98            | 11,21            | 5,74             | 1,43             |                  |
| Середній мінімум, °C                          | −5,62            | −4               | 0,28             | 4,56             | 9,03             | 12,18            | 16,56            | 16,03            | 12,46            | 7,69             | 2,24             | −2,09            |                  |
| Норма опадів, мм                              | 63               | 62               | 70               | 83               | 88               | 99               | 90               | 92               | 93               | 95               | 102              | 81               |                  |
| Середньомісячна швидкість вітру, м/с          | 1.80             | 1.96             | 2.34             | 2.23             | 2.06             | 1.87             | 1.80             | 1.69             | 1.69             | 1.80             | 1.86             | 1.87             |                  |
| Середньомісячна сонячна радіація, кДж/м²·день | 4321             | 7097             | 10759            | 15184            | 19387            | 21331            | 22665            | 19521            | 14457            | 9110             | 4853             | 3550             |                  |
| --------------------------------------------- | ---------------- | ---------------- | ---------------- | ---------------- | ---------------- | ---------------- | ---------------- | ---------------- | ---------------- | ---------------- | ---------------- | ---------------- | ---------------- |
| Джерело:                                      |                  |                  |                  |                  |                  |                  |                  |                  |                  |                  |                  |                  |                  |